# Клементе ди Промонторио
Клементе ди Промонторио (итал. Clemente Promontorio; Генуя, 1340 — Генуя, 1415) — дож Генуэзской республики.

## Биография
Клементе родился в Генуе около 1340 года в семье, происходившей из долины Польчевера. Уже в юности он активно занялся торговлей.
Летом 1393 года он стал одним из фаворитов дожа Антонио Монтальдо, однако деятельность Клементе в итоге способствовала падению Монтальдо. 15 июля Монтальдо отрекся от власти и бежал, и его место первоначально занял назначенный Советом старейшин (или самозванец) Пьетро Кампофрегозо (1330—1404). Однако правление Пьетро длилось лишь несколько часов, пока Протонторио не удалось убедить Совет избрать его дожем в тот же день.

## Правление
Но и дож Промонторио правил всего один день. 16 июля он был вынужден отречься от престола в пользу нового дожа Франческо Джустиниано ди Гарибальдо, который считался более умеренным и устраивал все фракции знати и народа. После этого Промонторио вернулся к своей торговой и коммерческой деятельности, но был введен в Совет старейшин. С утверждением власти Карла VI Французского он занимал различные государственные должности под руководством губернатора Антониотто Адорно (1340—1398).
Промонторио умер в Генуе около 1415 года и был похоронен в церкви Санта-Мария-дей-Серви.